# Haemaphysalis laocayensis
Haemaphysalis laocayensis är en fästingart som beskrevs av Phan Trong 1977. Haemaphysalis laocayensis ingår i släktet Haemaphysalis och familjen hårda fästingar. Inga underarter finns listade i Catalogue of Life.